# Zuidelijke Qi-dynastie
De Zuidelijke Qi-dynastie (Traditioneel Chinees: 南齊; Vereenvoudigd Chinees: 南齐; Pinyin: Nán Qí; verouderde Nederlandse spelling: Tj'i ) (479 – 502), was de tweede van de vier Zuidelijke Dynastieën tijdens de Chinese periode van Zuidelijke en Noordelijke Dynastieën (420 – 589). De staat bevond zich in Zuidoost-China en Noord-Vietnam, volgde de Liu Song-dynastie op en werd in 502 vervangen door de Liang-dynastie. 

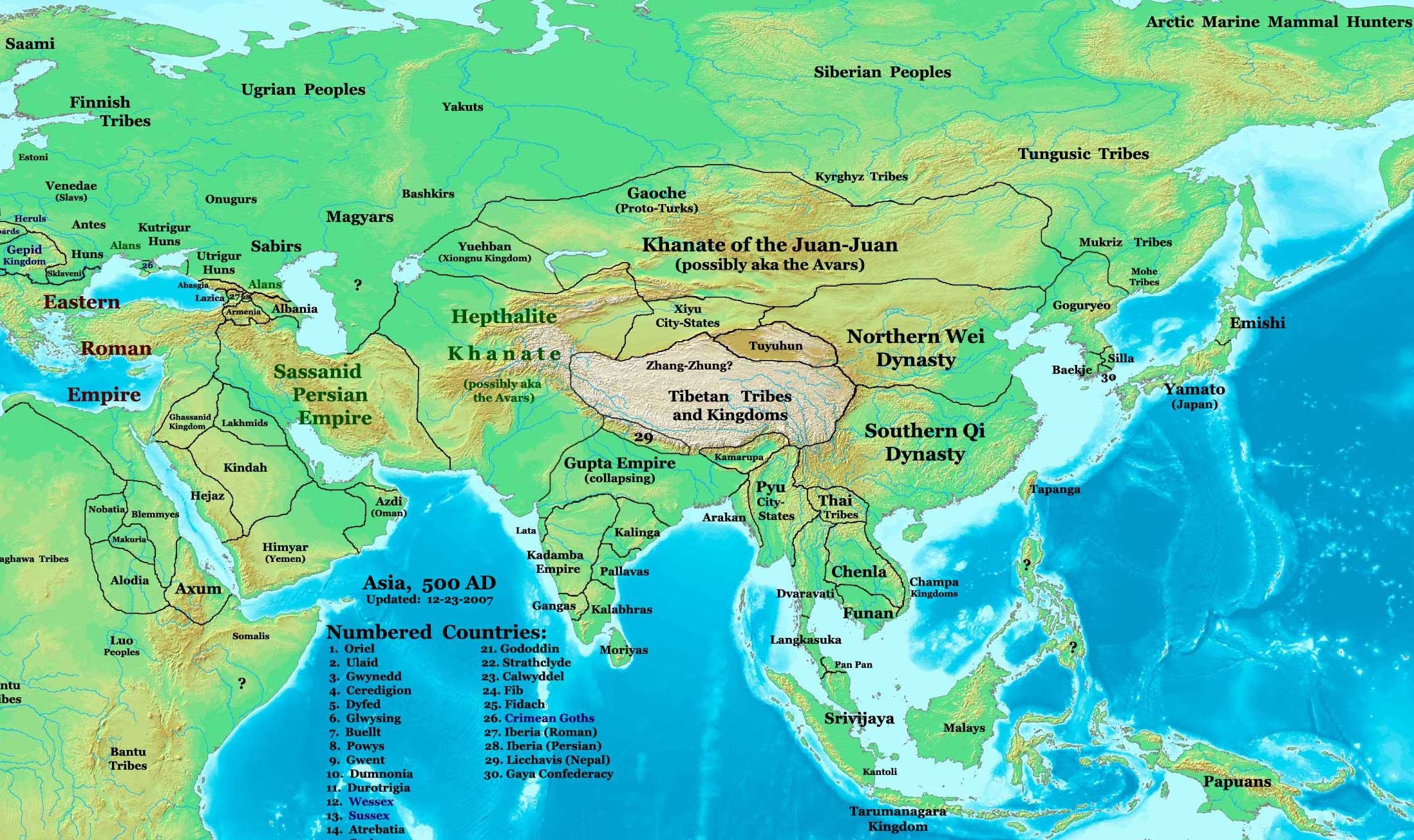
Zuidelijke Qi en haar buren in het jaar 500

Zuidelijke Dynastieën: Liu Song · Zuidelijke Qi · Liang (Westelijke Liang) · Chen

Noordelijke Dynastieën: Noordelijke Wei · Oostelijke Wei · Westelijke Wei · Noordelijke Qi · Noordelijke Zhou

(Zes Dynastieën)